# Rue de l'Enfer
La rue de l’Enfer ne doit pas être confondue avec l’une des rues d'Enfer.
La rue de l'Enfer est une voie de la commune française des Sables-d'Olonne.

## Situation et accès
La rue de l'Enfer est jusqu’en février 2006 la plus étroite rue au monde, selon France 3 Pays de la Loire,.
Cette voie des Sables-d’Olonne débute à l’intersection de la rue des Halles se termine à l’intersection de la rue de La Patrie.
La rue de l’Enfer est uniquement résidentielle. Si Ouest-France rapporte que seules deux maisons y possèdent une adresse, le site national des adresses de la plateforme data.gouv.fr en répertorie trois (bien que seule une des trois adresses soit certifiée en 2023),.

## Origine du nom
Le nom de la rue de l'Enfer était autrefois associé à celui de la rue du Paradis (actuelle rue Manuel).

## Historique
Le 28 mai 1986, la rue de l’Enfer est inscrite au Guiness des records comme étant la plus étroite du monde (40 cm de large au sol et 46,5 cm à 1 m du sol).